# Fuchsenloch (Schlier)
Der Weiler Fuchsenloch war in der zweiten Hälfte des 20. Jahrhunderts ein beliebtes Ausflugsziel in der baden-württembergischen Gemeinde Schlier im Landkreis Ravensburg.

## Geografie
Der Weiler Fuchsenloch liegt auf einem Hügel am westlichen Rand des Altdorfer Wald, der auch Namensgeber des Weilers ist (Lohe ist das altdeutsche Wort für Wald). Aus südöstlicher Richtung kommend fließt der Stille Bach in westlicher Richtung nördlich an Fuchsenloch vorbei. Südlich des Weilers befand sich bis Ende des 17. Jahrhunderts der Truchsessenweicher, dessen Wasserfläche gegen 1700 in zwei einzelne Weiher getrennt und erheblich verkleinert wurde (Vorderer Truchsessenweiher und Hinterer Truchsessenweiher). Die gewonnene Fläche wird heute zu forstwirtschaftlichen Zwecken genutzt.

## Geschichte
Die beim nahe gelegenen Langmoosweiher aufgefundenen Keltenhügel belegen, das das Gebiet schon vor mehr als 2000 Jahren besiedelt war. Lange Zeit war Fuchsenloch im Besitz der Truchsessen von Waldburg, denen auch der Truchsessenweiher seinem Namen verdankt. Das Fischereirecht lag dagegen beim Kloster Weingarten. 1948 bekam Sophie Gräfin Waldburg Wolfegg von ihrem Vater Fürst Maximilian den Fuchsenloch mit dem Gasthaus sowie die forstwirtschaftlichen Flächen und Gebäuden vermacht. 1951 ließ sie dort die Villa Fuchsenloch als ihr Wohnhaus errichten. 1955 erwarb sie das Forsthaus von der fürstlichen Standesherrschaft hinzu. Ebenfalls ließ sie einen Neubau der mindestens bis ins Jahr 1599 zurück nachweisbaren Gastwirtschaft errichten.
Darauf entwickelte sich aus der Waldwirtschaft, in der bis zum Neubau vorwiegend Waldarbeiter einkehrten, in den 1950er und 1960er Jahren ein beliebtes Ausflugsziel. Vier Jahre nach der Eröffnung am 23. April 1955 ließ die Gräfin eine vollautomatische Kegelbahn einbauen, die damals als modernste Anlage Oberschwabens gefeiert wurde, und richtete einen Wildpark mit Damwild ein. 1972 folgte eine Vogelvoliere. Neben Familien mit Kindern zog die Gräfin mit den Pächtern der Gastwirtschaft auch die Prominenz der nahe gelegenen Städte Weingarten und Ravensburg an, die dort einkehrten. 2015 kam es zum Aus der Gastwirtschaft. Heute befindet sich in dem Gebäude eine Pension.
Im August und September 2006 wurde am unterhalb Fuchsenlochs liegenden Vorderen Truchsessenweiher, im sogenannten Himmelreichmoos, in einem dafür errichteten Pfahlbaudorf der Dokumentarfilm Steinzeit – Das Experiment gedreht. Das Projekt sollte Erkenntnisse über das Leben in der Jungsteinzeit erbringen. Die Pfahlhäuser wurden 2007 in das Pfahlbaumuseum Unteruhldingen versetzt.